# St. Monika (Ingolstadt)

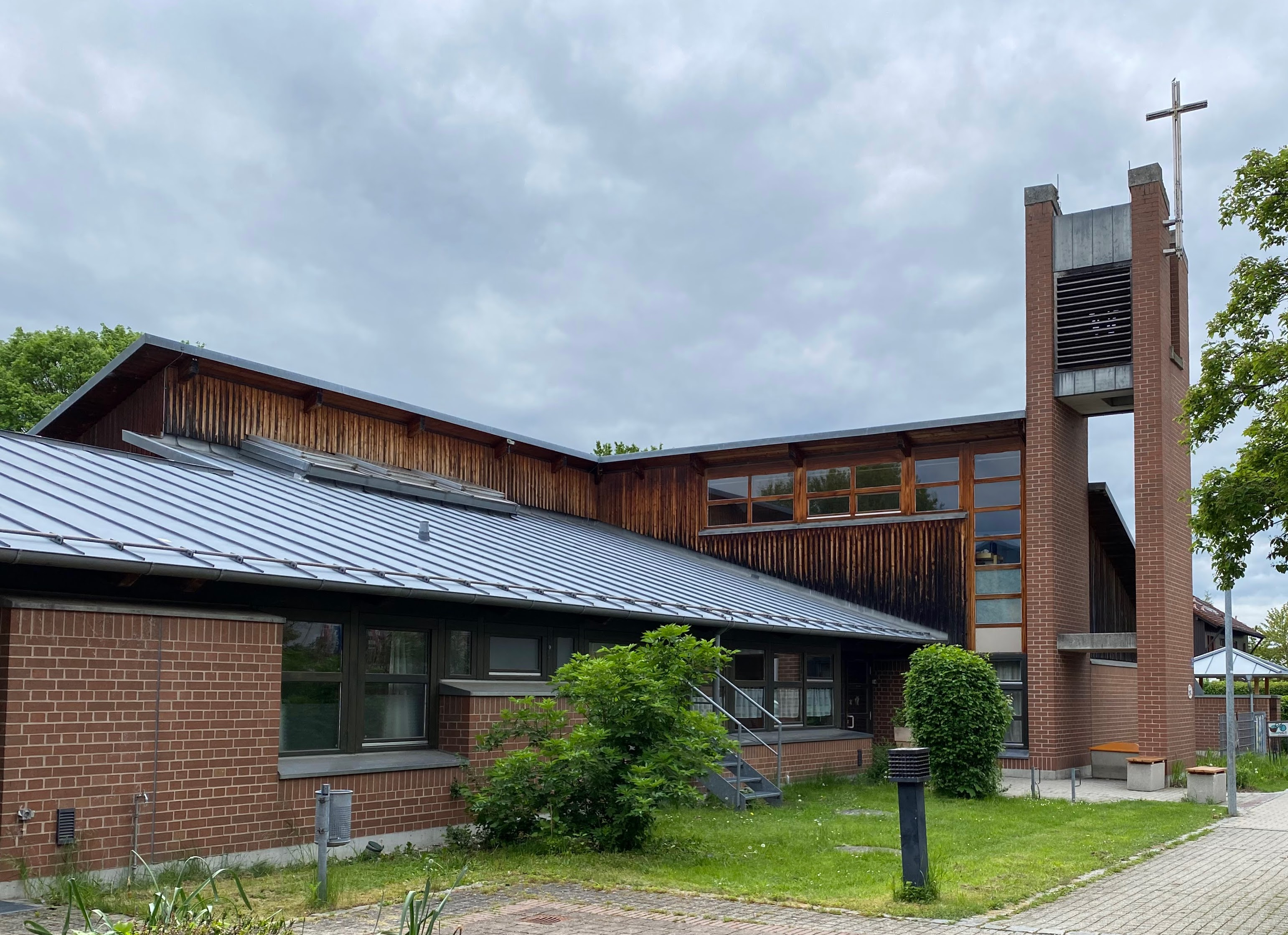
Kirche und Gemeindezentrum St. Monika, Ingolstadt

St. Monika war ein römisch-katholisches Gemeindezentrum mit Filialkirche in der Pfarrei St. Augustin, welche zum Dekanat Ingolstadt im Bistum Eichstätt gehört. Die Kirche ist namensgebend für das Ingolstädter Monikaviertel und wurde am 14. Januar 2024 profaniert.

## Architektur

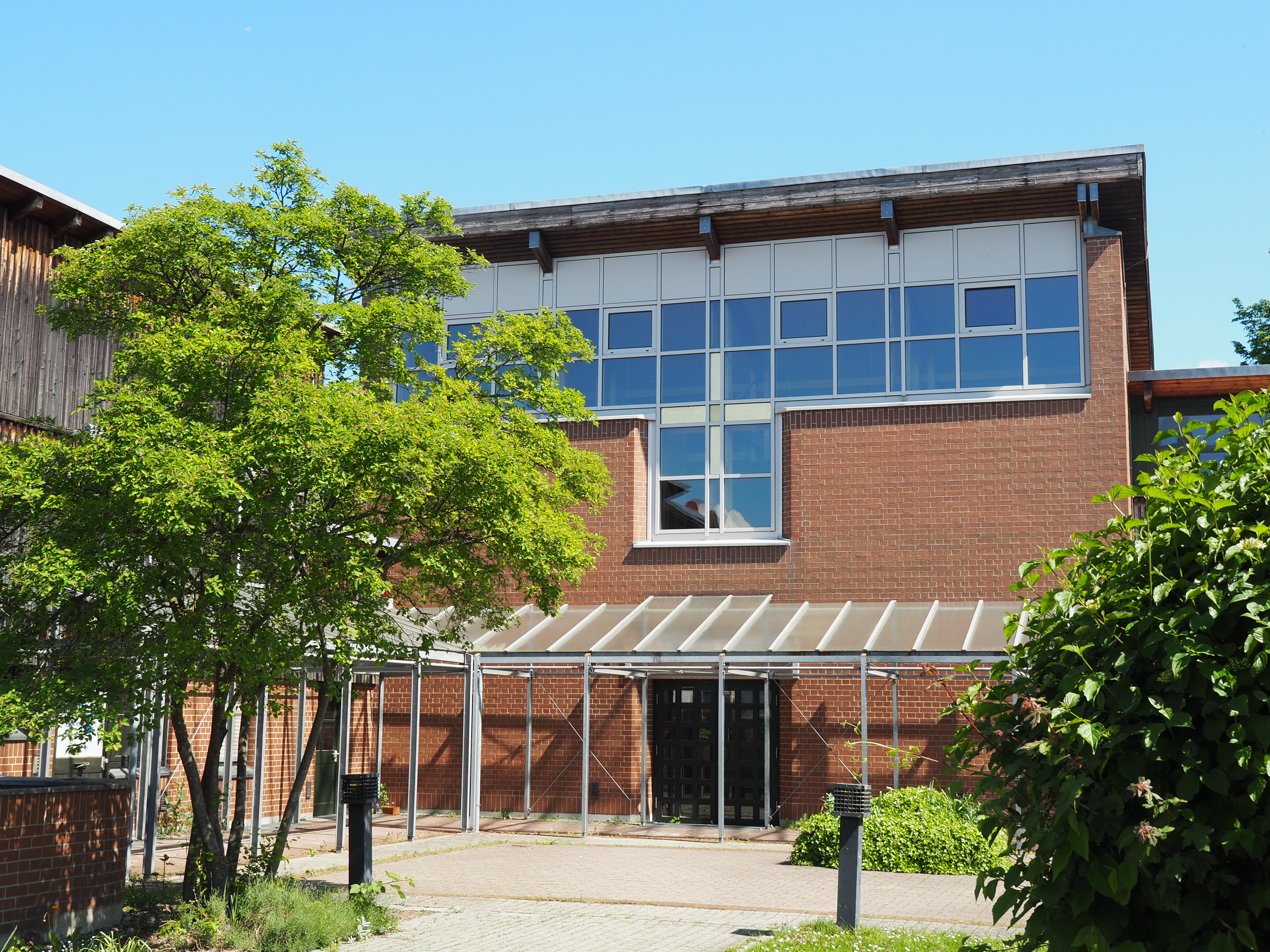
Kirche St. Monika

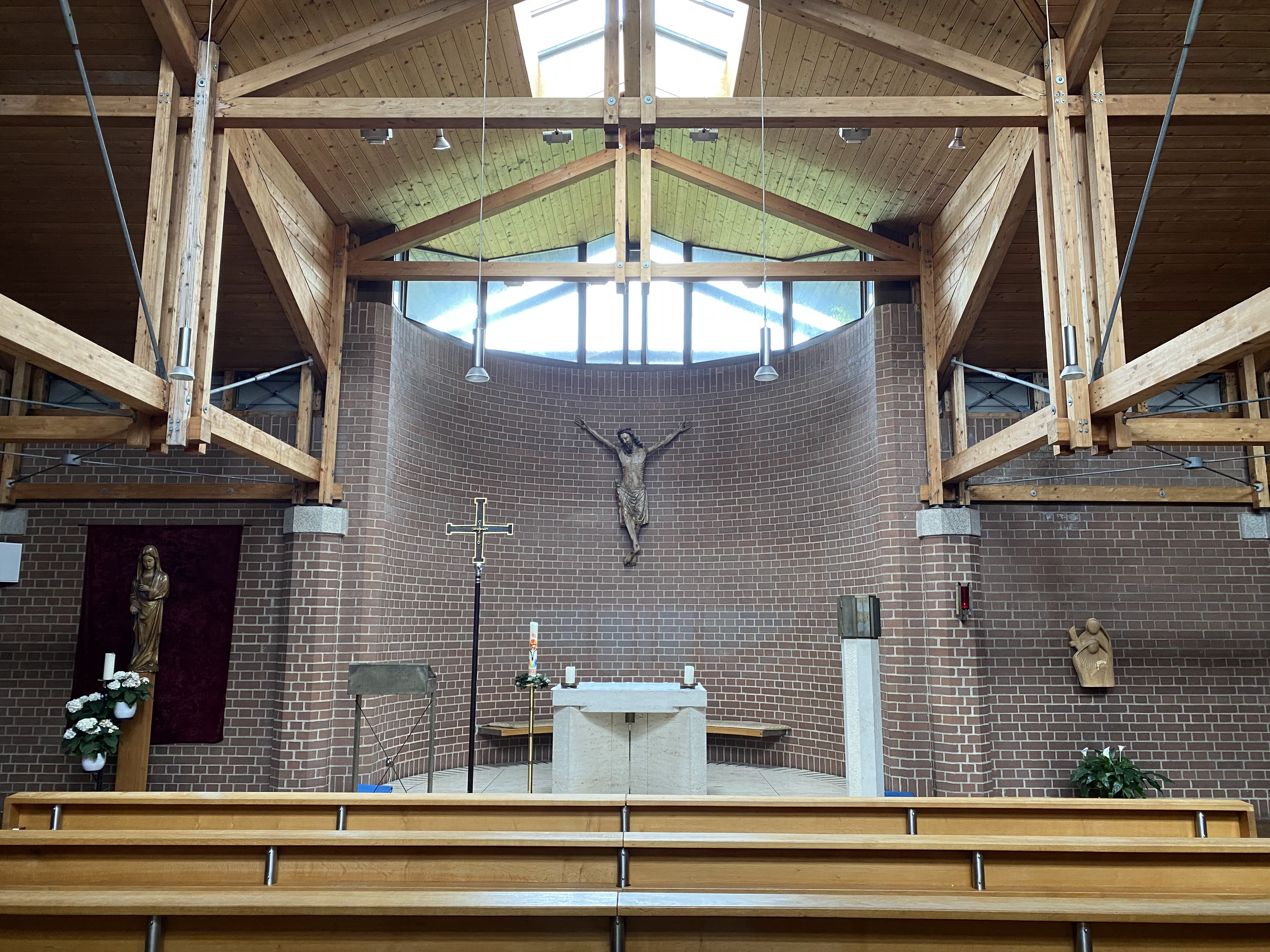
Innenansicht

Architekt des Kirchenzentrums für das neue Monikaviertel war der Münchner Erhard Fischer. Das Zentrum umfasst eine Kirche mit freistehenden Glockenturm, einen Kindergarten, ein Pfarrheim und ein Pfarrhaus. Der Kirchenraum ist quadratisch mit einer halbrunden Apsis. Sie bietet Platz für 100 Gottesdienstteilnehmer. Die Anlage ist von Ziegelstein und Holz, sowohl von Außen als auch von Innen geprägt. Die Münchner Bauingenieure Sailer Stepan planten das Tragwerk. 
Blasius Gerg entwarf das liturgische Gerät und Wilhelm Reissmüller das Vortragekreuz. Das 1988 fertiggestellte Bauwerk wurde im selben Jahr von Sigrid Neubert fotografisch dokumentiert.

## Geschichte
Am 29. Juni 1985 wurde von Domkapitular Alois Brandl der Grundstein gelegt und am 18. Oktober 1986 durch Diözesanbischof Karl Braun die Weihe statt.
Am 29. April 2010 zelebrierte Ottmar Breitenhuber hier den Gottesdienst im ZDF.
Um die Sanierung von St. Augustin zu finanzieren, wurde St. Monika am 14. Januar 2024 profaniert. Das Grundstück soll durch Erbbaurecht an die Gemeinnützige Wohnungsbaugesellschaft Ingolstadt gegeben werden.

## Orgel

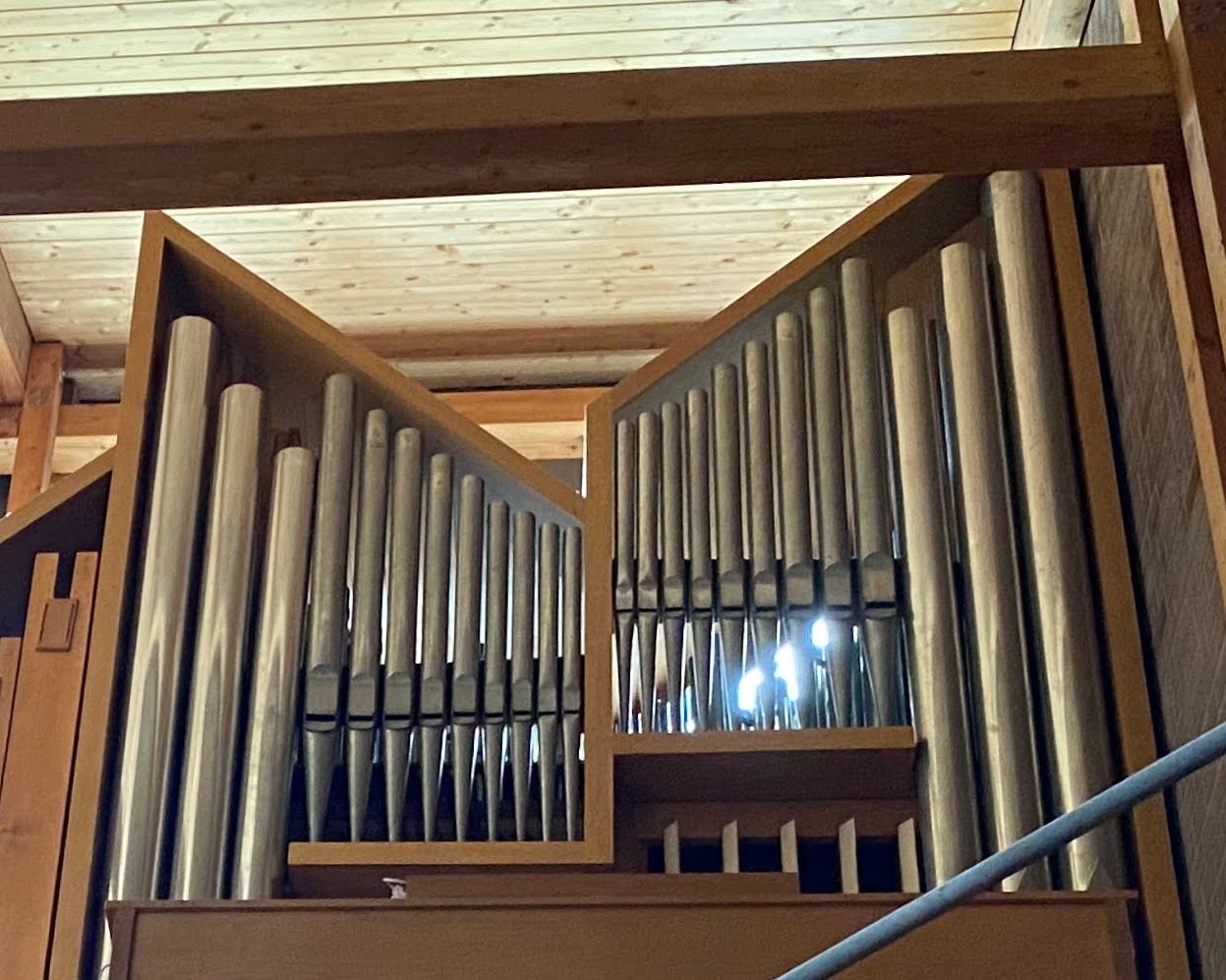
Orgel

Die Orgel mit 19 Registern auf zwei Manualen und Pedal wurde 1957 von Ludwig Plößl aus Großmehring als rein mechanisches Schleifladenwerk ursprünglich für die Kirche St. Maria de Victoria gebaut. Dort stand es in dem historischen Gehäuse. Vor Einbau einer Nachfolgeorgel dort wurde das Werk 1986 von WRK Orgelbau hierher transferiert und mit einem neuen Prospekt versehen. Das Instrument wurde am 18. Oktober 1986 von Karl Braun gesegnet.
| I Schwellwerk |        |
| Gedackt       | 8′     |
| Prinzipal     | 4′     |
| Salicet       | 4′     |
| Sifflöte      | 2′     |
| Terz          | 1 3⁄5′ |
| Quinte        | 1 ⁄3′  |
| Cymbel III    | 1⁄2′   |

| II Hauptwerk |       |
| Prinzipal    | 8′    |
| Rohrflöte    | 8′    |
| Oktave       | 4′    |
| Spitzflöte   | 4′    |
| Nasat        | 2 ⁄3′ |
| Oktave       | 2′    |
| Mixtur IV    | 1 ⁄3′ |

| Pedal              |        |
| Subbaß             | 16′    |
| Holzprinzipal      | 08′    |
| Zink               | 5 1⁄3′ |
| Rohrpommer         | 04′    |
| Hintersätzlein III | 02′    |

- Koppeln: II/I, I/P, II/P

## Glocken
| Schlagton | Glockengießer                         | Gussjahr |
| --------- | ------------------------------------- | -------- |
| d2        | Karlsruher Glocken- und Kunstgießerei | 1986     |
| f2        | Karlsruher Glocken- und Kunstgießerei | 1986     |

## Zitate
- Siegfried Hofmann: „Der Raum wird moduliert, man fühlt sich an basilikale Abstufungen erinnert, dennoch bleibt er als Einheitsraum mit seinen Ziegelwänden bis in die Details präsent, ablesbar. Spätestens angesichts dieses Zusammenklangs zweier architektonischer Leitbilder – des quadratischen Zentralraums aus sichtbaren Ziegelwerk und einer hängenden Konstruktion aus Holz – wird einem bewusst, dass diese kleine Kirche ein Kabinettstück zeitgenössischer Architektur darstellt.“[11]